# Newport, Washington County, Ohio
Newport är en ort i Washington County i delstaten Ohio, USA.